# Orencio Ortega Frisón
Orencio Ortega Frisón (Saragossa, 6 de novembre de 1910 - 1996) fou un advocat i periodista aragonès.
Llicenciat de dret va compaginar el càrrec de procurador davant els tribunals i el periodisme cinematogràfic. El 1930 ingressà com a redactor a El Noticiero de Saragossa, en el qual s'encarregà de la seva secció cinematogràfica fins a la desaparició del diari el 1977, escrivint amb el pseudònim Merlín. Posteriorment va publicar un comentari crític a l'Hoja del Lunes i al a revista Pantallas y Escenarios. Com a complement a la seva afició, va fundar i va dirigir el Cineclub de Saragossa el 1946 amb Eduardo Ducay, el Cinema-Fòrum Lux el 1956. El seu extens periple en el món del cinema com a crític, comentarista i promotor cultural va acabar en el Cineclub Gandaya, l'últim que va sobreviure a Saragossa de 1978 fins a 1991 i del que en fou president.

## Premis
Medalles del Cercle d'Escriptors Cinematogràfics
| Any  | Categoria            | Labor premiada          | Resultat  |
| ---- | -------------------- | ----------------------- | --------- |
| 1972 | Millor labor crítica | Treballs a El Noticiero | Guanyador |